# Myzopontius pungens
Myzopontius pungens är en kräftdjursart som beskrevs av Giesbrecht 1895. Enligt Catalogue of Life ingår Myzopontius pungens i släktet Myzopontius och familjen Artotrogidae, men enligt Dyntaxa är tillhörigheten istället släktet Myzopontius och familjen Myzopontiidae. Arten har ej påträffats i Sverige. Inga underarter finns listade i Catalogue of Life.